# Акчим (деревня)
Акчим — деревня в Красновишерском районе Пермского края. Входит в состав Вайского сельского поселения.

## Географическое положение
Расположена на правом берегу реки Вишера, напротив места впадения в неё реки Акчим. Ниже по течению расположены скалы Писаный Камень — ландшафтный памятник природы регионального значения.

## Население
| 2010 |
| ---- |
| 3    |

## Топографические карты
- Лист карты P-40-129,130 Вая. Масштаб: 1 : 100 000. Состояние местности на 1983 год. Издание 1987 г.